# Kleobulos
Kleobulos von Lindos, altgriechisch Κλεόβουλος ὁ Λίνδιος Kleóboulos ho Líndios oder Κλεόβουλος ὁ Ῥοδίος Kleóboulos ho Rhodíos, war im 6. Jahrhundert v. Chr. der Tyrann von Lindos, damals eine bedeutende Hafenstadt auf der griechischen Insel Rhodos. Kleobulos galt, anders als spätere Tyrannen, nicht als Gewaltherrscher, sondern wurde als Politiker auch von späteren Generationen positiv gesehen; man zählte ihn sogar zu den sieben Weisen.
Ein Grabmal (Kenotaph) am äußeren Rand der Bucht von Lindos auf einer entlegenen Landspitze wird bisweilen ohne Grund mit seinem Namen in Verbindung gebracht. Die Tochter Kleobuline, eine in der Antike berühmte Rätseldichterin, war wahrscheinlich fiktiv.

## Zitate
Der Philosoph und Politiker Demetrios von Phaleron schreibt Kleobulos folgende Aussprüche zu:
Kleobulos, Sohn des Euagoras, aus Lindos sagte (Κλεόβουλος Εὐαγόρου Λίνδιος ἔφη)
1. Maß ist das Beste. (Μέτρον ἄριστον.)
2. Seinen Vater soll man ehren. Πατέρα δεῖ αἰδεῖσθαι.
3. Gesund sein an Leib und Seele. Εὖ τὸ σῶμα ἔχειν καὶ τὴν ψυχήν.
4. Viel hören und nicht viel reden. Φιλήκοον εἶναι καὶ μὴ πολύλαλον.
9. Den Bürgern das Beste raten. Πολίταις τὰ βέλτιστα συμβουλεύειν.
10. Die Lust beherrschen. Ἠδονῆς κρατεῖν.
11. Nichts gewaltsam tun. Βίᾳ μηδὲν πράττειν.
15. Den Gegner des Volks als Feind ansehen. Τὸν τοῦ δήμου ἐχθρὸν πολέμιον νομίζειν.
16. Mit der Frau nicht streiten und nicht allzu stolz sein, wenn andere dabei sind; das eine lässt dich für einen Toren, das andere für einen Verrückten gelten. Γυναικὶ μὴ μάχεσθαι μηδὲ ἄγαν φρονεῖν ἀλλοτρίων παρόντων· τὸ μὲν γὰρ ἄνοιαν, τὸ δὲ μανίαν δύναται παρέχειν.
17. Sklaven beim Wein nicht prügeln; sonst hält man dich für betrunken. Οἰκέτας μεθύοντας μὴ κολάζειν· εἰ δὲ μή, δόξεις παροινεῖν.
18. Aus gleichem Stande heiraten; aus besserem Stand gewinnst du Herren, keine Verwandten. Γαμεῖν ἐκ τῶν ὁμοίων· ἐὰν γὰρ ἐκ τῶν κρειττόνων, δεσπότας, οὐ συγγενεῖς κτήσῃ.
19. Nicht mit dem Spötter lachen; denn du wirst den Verspotteten verhasst sein. Μὴ ἐπιγέλα τῷ σκώπτοντι· ἀπεχθὴς γὰρ ἔσῃ τοῖς σκωπτομένοις.
20. Im Glück nicht stolz, im Unglück nicht niedrig sein. Εὐποροῦντα μὴ ὑπερήφανον εἶναι, ἀποροῦντα μὴ ταπεινοῦσθαι.